# (37696) 1995 WE27
1995 WE27 (asteroide 37696) é um asteroide da cintura principal. Possui uma excentricidade de 0.18903530 e uma inclinação de 14.25379º.
Este asteroide foi descoberto no dia 18 de novembro de 1995 por Spacewatch em Kitt Peak.